# Corno da caccia (araldica)
Il corno da caccia (in francese huchet) è un termine utilizzato in araldica per indicare il corno a mezzaluna con una corda per tenerlo appeso. Esso simboleggia solitamente diritti venatori su un particolare territorio o abilità nella caccia.  Raramente ha la forma di un cerchio completo e in questo caso nell'araldica francese è detto trompe de chasse o cor de chasse e può essere confuso con il corno postale, che viene invece utilizzato per simboleggiare diritti postali.

## Posizione araldica ordinaria
È rappresentato, di norma, posto in fascia, curvo e con la campana rivolta a destra (imboccatura a sinistra). Il cordone di sospensione è intrecciato in croce di sant'Andrea.

## Attributi araldici
- Imboccato quando l'imboccatura è di smalto diverso
- Guarnito, cerchiato, se ha anelli di smalto diverso
- Legato quando sono di smalto diverso i cordoni

Corno rivoltato, imboccato, guarnito e legato d'oro (stemma di Altheim (Alb), Germania)
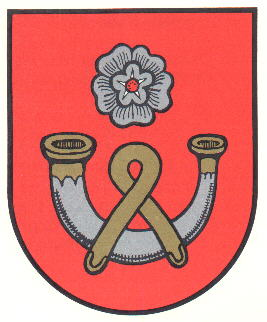
Corno imboccato e legato d'oro (Hetthorn, Loxstedt, Germania)
Corno imboccato e guarnito d'oro, legato di nero (Kopyl', Bielorussia)
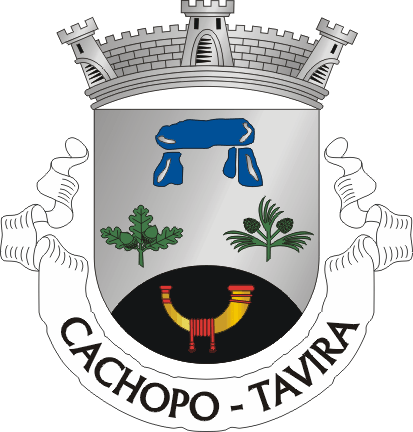
Corno rivoltato, imboccato, guarnito e legato di rosso (freguesia di Cachopo, Tavira, Portogallo)
Tre corni da caccia ordinati in palo (Bedmar, Spagna)
D'azzurro, al corno d'argento, legato e imboccato di rosso, accompagnato da tre spronelle d'oro (Villefort, Francia)
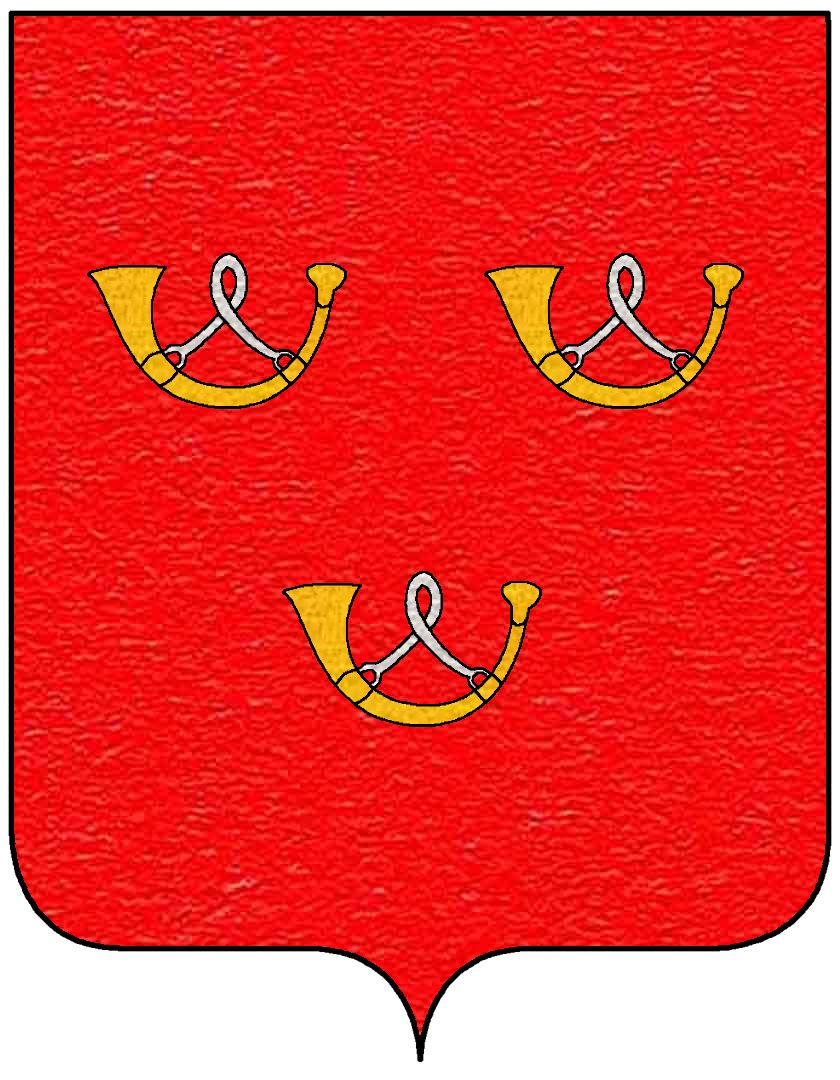
Di rosso, a tre corni da caccia, d'oro, legati d'argento (famiglia Nazzari, conti di Callabiana)
Corno da caccia in forma completa
D'azzurro, alla tromba da caccia d'oro; al capo cucito di rosso, seminato d'alberi d'argento (Chantilly, Francia)